# 정해림
정해림(1995년 12월 16일~)은 대한민국의 스노보드 선수이다. 주 종목은 평행대회전으로 2018년 동계 올림픽과 2022년 동계 올림픽에 참가하였다.

## 성적

### FIS 월드컵
| 년도 | 대회일    | 장소                     | 종목            | 결과 | 포인트 |
| ---- | --------- | ------------------------ | --------------- | ---- | ------ |
| 2011 | 2월 9일   | 대한민국 용평            | 여자 평행회전   | 22위 | 90.00  |
| 2011 | 12월 21일 | 이탈리아 카레차          | 여자 평행대회전 | 45위 | 0.00   |
| 2011 | 12월 22일 | 이탈리아 카레차          | 여자 평행회전   | 44위 | 0.00   |
| 2013 | 2월 8일   | 슬로베니아 로글라        | 여자 평행대회전 | 37위 | 19.40  |
| 2013 | 3월 16일  | 스페인 라 몰리나         | 여자 평행대회전 | 29위 | 36.00  |
| 2013 | 12월 13일 | 이탈리아 카레차          | 여자 평행대회전 | 20위 | 110.00 |
| 2013 | 12월 14일 | 이탈리아 카레차          | 여자 평행회전   | DSQ  | -      |
| 2014 | 1월 10일  | 오스트리아 바트 가슈타인 | 여자 평행회전   | DSQ  | -      |
| 2014 | 1월 12일  | 오스트리아 바트 가슈타인 | 여자 평행회전   | 34위 | 22.00  |
| 2014 | 1월 18일  | 슬로베니아 로글라        | 여자 평행대회전 | 39위 | 18.80  |